# ریکو (آژاکس)
ریکو ((به انگلیسی: Rico)) یک کتابخانه متن باز جاوااسکریپت برای توسعه ی برنامه های غنی وبی توسط تکنولوژی ای‌جکس است. ریکو متکی به کتابخانه ی دیگری از جاوااسکریپت به نام پروتوتایپ است.